# Armorial des freguesias de Rio Maior
- il comporte peu ou pas de sources.
- il reste des blasons à dessiner dans cet armorial.

Cette page donne les armoiries (figures et blasonnements) des freguesias de Rio Maior. 
| Image | Nom de la commune et blasonnement |
| ----- | --------------------------------- |
|       | Alcobertas                        |
|       | Arrouquelas                       |
|       | Arruda dos Pisões                 |
|       | Asseiceira                        |
|       | Assentiz                          |
|       | Azambujeira                       |
|       | Fráguas                           |
|       | Malaqueijo                        |
|       | Marmeleira                        |
|       | Outeiro da Cortiçada              |
|       | Ribeira de São João               |
|       | Rio Maior                         |
|       | São João da Ribeira               |
|       | São Sebastião                     |